# Jüdisches Kulturmuseum Veitshöchheim

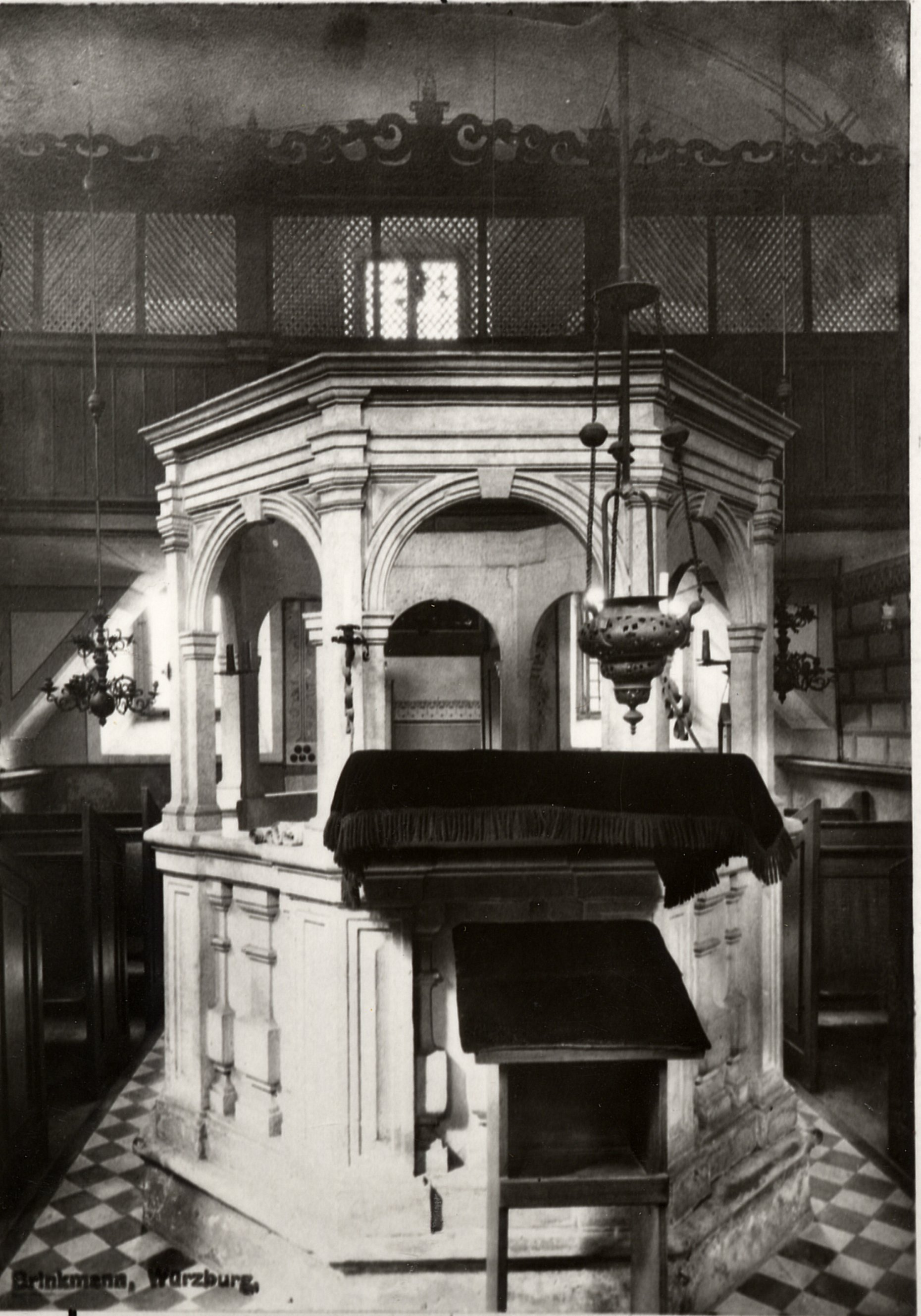
Bima in der Synagoge, 1926

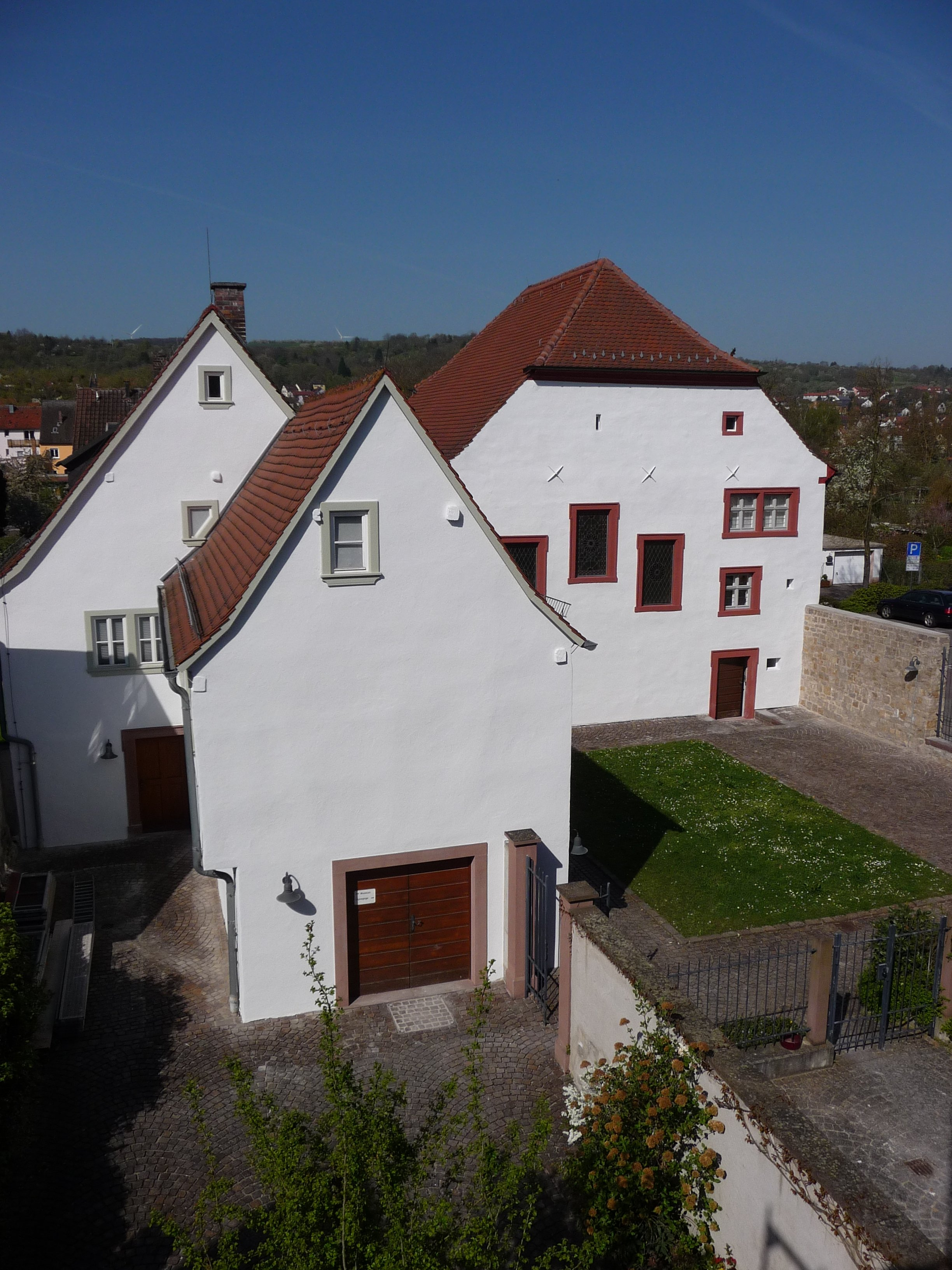
Gesamtansicht der Museumsanlage mit ehemaligem jüdischem Wohnhaus und Synagoge, 2012

Haupteingang

Das Jüdische Kulturmuseum und die Synagoge Veitshöchheim liegen an historischer Stelle im Ortskern von Veitshöchheim und wurden 1994 nach achtjähriger Umbauzeit eingeweiht.
Die Anlage besteht aus der 1730 errichteten, zwischenzeitlich zweckentfremdeten und heute vollständig restaurierten und liturgiefähigen Synagoge, einem ehemaligen jüdischen Wohnhaus und einem Neubau (Archiv- und Seminargebäude) mit Foyer und Verwaltungsräumen. Unter dem Titel „Schauplatz Dorf“ wird im Museum das Leben der Juden in Franken, das die Region über drei Jahrhunderte entscheidend prägte, auf vielfältige Weise dargestellt.
Die Dauerausstellung wurde 2019 neu gestaltet.

## Synagoge
Zwischen 1727 und 1730 ließ ein Veitshöchheimer Jude die Synagoge erbauen. Die äußere Bauform ist einheimischer Bauweise angeglichen, das Innere birgt ein barockes jüdisches Bethaus mit zentraler Bima und Toraschrein.
Im Jahr 1940 wurde die Synagoge zu einem Feuerwehrhaus umgebaut. Bei Umbau- und Renovierungsarbeiten in der Synagoge werden 1986 im Boden große Teile der alten Inneneinrichtung gefunden. Mit Hilfe dieser Originalfragmente und von Fotografien aus dem Jahr 1926 kann die Veitshöchheimer Synagoge komplett wiederhergestellt werden. Damit ist sie die einzige vollständig eingerichtete historische Synagoge in der Region Unterfranken.

## Vorbeterwohnung
Der Vorbeter und Lehrer der jüdischen Gemeinde in Veitshöchheim lebte in einer Wohnung direkt im Synagogengebäude. In den vier Zimmern werden heute die Themen Lernen, Lesen, Sprache und die Geschichte der Synagoge Veitshöchheim dargestellt.

## Mikwe
Im Synagogengebäude befindet sich eine Mikwe, die mit Grundwasser gespeist wurde.

## Genisa
Bei Renovierungsarbeiten im Dachboden der Synagoge entdeckte man 1986 eine sehr umfangreiche Genisa. Die Texte sind in hebräischer, jiddischer oder deutscher Sprache verfasst und stammen vorwiegend aus dem 17. bis 19. Jahrhundert. Seit 1998 werden diese Funde im Rahmen des Veitshöchheimer Genisaprojektes inventarisiert.

## Wohnhaus
In einem ehemaligen Wohnhaus aus dem frühen 18. Jahrhundert direkt neben der Synagoge sind hebräische Inschriften im Dachboden Zeugnisse der jüdischen Familien, die hier lebten. Die angesprochenen Themenbereiche in den Zimmern bieten einen Einblick in jüdische Religion und Literatur, erzählen vom Leben einer jüdischen Gemeinde im Dorf Veitshöchheim und in Franken. Die ausgestellten Objekte sind hauptsächlich Gegenstände der Veitshöchheimer Genisa. 